# TIOBE-Index

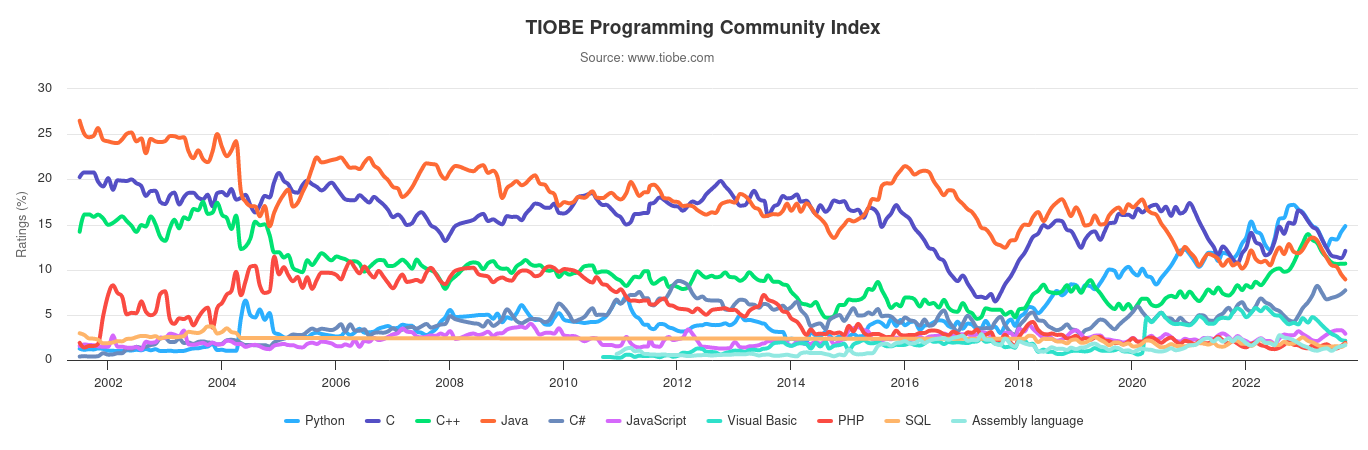
TIOBE-Index im Zeitraum 2002–2022

Der TIOBE Programming Community Index ist ein seit 2001 publiziertes und monatlich aktualisiertes Ranking von Programmiersprachen nach ihrer Popularität.
Der Listenplatz jeder Sprache ergibt sich aus der Häufigkeit von Treffern bei einer Suche nach dem Namen der Programmiersprache in den, gemäß Alexa Internet, wichtigsten Internetseiten mit Suchfunktion.
Das Ranking publiziert das niederländische Unternehmen TIOBE Software BV, das im Oktober 2000 mit finanzieller Unterstützung des Schweizer Unternehmens SynSpace AG und einiger privater Investoren gegründet wurde.

## Kritik
Der Index sowie seine Bildungsmethode sind umstritten. So ließe sich das Ranking bereits mit der Wahl geringfügig anderer Suchbegriffe um Größenordnungen verschieben und es wird bei den Suchtreffern auch nicht nach Dokumententyp (z. B. einzelne Forumsfrage eines Anfängers oder komplexes Kompendium, das viele Fragen beantwortet) unterschieden, zudem würden nur die ersten 100 Treffer auf Plausibilität geprüft und daraus ein Korrekturfaktor für das gesamte Suchergebnis errechnet. Tiobe Software räumt ein, dass etwa der massive Einbruch von Java im Jahr 2004 wohl auf eine Säuberung des Google-Suchindex um Spam-Einträge zurückzuführen war und dass die Methode „nicht wissenschaftlich“ sei. Andererseits wird aber anerkannt, dass dieses Ranking systembedingt schwierig ist.
Die Ergebnisse ähnlicher Indices, etwa des RedMonk-Programmiersprachen-Index oder des PopularitY of Programming Language Index, unterscheiden sich von den Ergebnissen des TIOBE-Index teils beträchtlich.

## Top 10
Die ersten zehn Plätze des TIOBE Programming Community Index sind (Stand Juni 2025):
1. Python
2. C++
3. C
4. Java
5. C#
6. JavaScript
7. Go
8. Visual Basic .NET
9. Delphi / Object Pascal
10. Fortran